# Mike Allemana
Mike Allemana (Elmhurst (Illinois), 2 juli 1969) is een Amerikaanse jazzgitarist en -componist.

## Biografie
Allemana begon op 8-jarige leeftijd met gitaarspelen en raakte op 12-jarige leeftijd geïnteresseerd in jazz, nadat zijn gitaarleraar hem kennis liet maken met de muziek van George Benson. Op de middelbare school trad hij om de vier jaar op school op in de York High School Jazz Band, wat hem inspireerde om een carrière als jazzgitarist na te streven. Daarna studeerde hij aan de Northern Illinois University, waar hij les kreeg van Bobby Roberts en Fareed Haque. Na het behalen van zijn bachelor in Jazz Performance in 1991 bracht hij twee jaar door in Cincinnati, waar hij speelde met de lokale gitaargrootheden Cal Collins en Kenny Poole. Hij keerde in 1994 terug naar Chicago en werd al snel lid van het jazzcircuit van de stad. In de daaropvolgende jaren speelde hij o.a. met Lin Halliday, Charles Earland, Dr. Lonnie Smith, Johnny Hammond Smith en verschillende jaren bij Von Freeman (The Improvisor, 2002). Hij bleef optreden met Ron Dewar en Steve Coleman in de jaren 2000. Op het gebied van jazz was hij tussen 1997 en 2014 betrokken bij 15 opnamesessies, aldus Tom Lord, met Caroline Davis, Paulinho Garcia en George Freeman/Chico Freeman.
Na het afronden van zijn master in jazz aan de Northwestern University, waar hij studeerde bij Victor Goines, ontving hij in 2013 een beurs voor etnomusicologie van het Department of Music van de University of Chicago, waar hij momenteel promoveert. Zijn onderzoek richt zich op de kruispunten van ras/etniciteit, geografie en muziek tussen jazzmuzikanten en publiek in Chicago. In zijn proefschrift met de werktitel Will You Still Be Mine: Memory, Place, Race and Jazz on the South Side of Chicago, onderzoekt hij hoe de segregatie en racistische geografie van de zuid- en noordkant van Chicago de muzikale ervaring heeft gevormd en blijft vormen.

## Discografie
- 1999: The Mike Allemana Organ Trio, met Dan Trudell,  Mike Schlick
- 2006: The Night's Womb and the Morning Sun
- 2008: Mike Allemana Organ Trio: Lin's Holiday dto.
- 2012: Rebecca Sullivan & Mike Allemana: This Way, This Time

- Library of Congress Control Number: n2007015854
- MusicBrainz: 4edc2d0a-c6ff-47c2-9971-ede86c33431a
- Virtual International Authority File: 60990766